# Oscar Jeanfavre
Oscar Jeanfavre (* vor 1900; † Juni 1939) war ein Schweizer Turner. Er nahm an den Olympischen Sommerspielen 1900 in Paris teil.